# زیردریایی یو-۳۵۰۶
زیردریایی یو-۳۵۰۶ (به انگلیسی: German submarine U-3506) یک زیردریایی بود که طول آن ۷۶٫۷ متر (۲۵۱ فوت ۸ اینچ) بود. این زیردریایی در سال ۱۹۴۴ ساخته شد.